# Kerstin Lesny
Kerstin Lesny ist eine deutsche Diplom-Ingenieurin und Professorin auf dem Gebiet des Bauingenieurwesens. Sie wurde 2015 auf den Lehrstuhl für Geotechnik im Bauwesen an der HafenCity Universität Hamburg sowie fünf Jahre später an die Universität Siegen berufen.

## Leben
Kerstin Lesny schloss ihre Schulausbildung 1987 nach dreizehn Jahren mit einem Abitur am Gymnasium Leopoldinum II in Detmold ab. Bevor sie die Richtung des Bauwesens einschlug, machte sie bis 1990 eine Ausbildung zur Diplomverwaltungswirtin (FH). Direkt im Anschluss folgte die nächsten sechs Jahre das Bauingenieurstudium an der Universität Essen, das sie mit einem Diplom beendete.
Während ihrer Promotion zum Thema Entwicklung eines konsistenten Versagensmodells zum Nachweis der Standsicherheit flachgegründeter Fundamente an der Universität Essen arbeitete sie bis 2002 als wissenschaftliche Mitarbeiterin am Fachgebiet Grundbau und Bodenmechanik, Felsmechanik und Tunnelbau (GuB, DuT).
Beruflich schlug sie mehrere neue Wege nach ihrer Promotion ein. Neben der Tätigkeit als akademische Rätin wurde sie Lehrbeauftragte am Institut für Stahlbau für das Fachgebiet GuB, DuT sowie wissenschaftliche Leiterin des bodenmechanischen Labors. 2007 wurde sie zur akademischen Oberrätin befördert und schloss 2015 ihre Habilitation in der Abteilung Bauwissenschaften mit dem Thema Gründung von Offshore-Windenergieanlagen – Werkzeuge für Planung und Bemessung ab.
Der nächste Lebensabschnitt begann mit der Berufung zur Professorin für Geotechnik an der Universität Hamburg im Jahre 2015. Im April 2020 folgte sie einem Ruf an die Universität Siegen.

## Auszeichnungen
Für ihre Promotion wurde ihr im Jahre 2001 der Preis der Universität Essen verliehen. Überdies erhielt sie von 1993 bis 1996 ein Stipendium der Studienstiftung des Deutschen Volkes während ihrer Studienzeit. Während ihrer Habilitation wurde sie in das Maria Sybilla Merian Postdoc Programm aufgenommen.

## Weitere Tätigkeiten
Neben ihrer selbstständigen Beratungstätigkeit in den Bereichen der Forschung und Industrie wirkt sie als Mitglied in mehreren Arbeitsgruppen mit. Kerstin Lesny leitet die Arbeitsgruppe Baugrunderkundung beim Bundesamt für Seeschifffahrt und Hydrographie und ist Mitglied im Arbeitskreis Geotechnik – Eurocode 7. Auch wirkt sie seit 2015 an der Revision des Eurocodes 7 (Geotechnische Aspekte und Anforderungen an die Festigkeit, Standsicherheit und Dauerhaftigkeit von Bauwerken).

## Akademische Selbstverwaltung/Engagement
Seit Beendigung des Studiums bis 2015 war Kerstin Lesny in verschiedenen Gremien der Universität Essen tätig. Auch war sie für jeweils zwei Jahre Mitglied des Promotionsausschusses der Universität Hamburg und im Hochschulsenat.

## Publikationen
- Bodenmechanisches Praktikum: Auswahl und Anwendung von bodenmechanischen Laborversuchen (Berichte aus dem Bauwesen), Shaker-Verlag, Essen 2015, ISBN 978-3-8440-3578-0
- Foundations of Offshore Wind Turbines: Tools for Planning and Design, VGE Verlag, Essen 2010, ISBN 978-3-86797-042-6 (zgl. Habilitation)